# WS-HumanTask
WS-HumanTask ist eine Spezifikation aus dem Kontext von WS-*, die die Frage adressiert, wie menschliche Interaktion in Geschäftsprozesse eingebunden werden kann. Seit Juni 2007 liegt die Spezifikation zur Standardisierung bei Organization for the Advancement of Structured Information Standards. WS-HumanTask ist als Erweiterung zu WS-BPEL zu sehen und wird von dessen Erweiterung WS-BPEL4People genutzt. Die Spezifikation wurde von Adobe, IBM, BEA, Oracle, SAP und Active Endpoints erarbeitet.

## Features
WS-HumanTask bietet eine XML-Syntax, um Aufgaben (tasks) und Benachrichtigungen (notifications) beschreiben zu können. Des Weiteren ist es möglich, damit unterschiedliche Rollen und Nutzergruppen zu verwenden (deren Datentypen ebenfalls enthalten sind), um Abstraktion auf personaler Ebene zu ermöglichen (Bsp.: "Sachbearbeiter" statt "Herr Meier"). Zusätzlich enthalten sind auch Semantiken, um verschiedene Zustände beschreiben und darauf reagieren zu können, sowie eine API für einfache Interaktion zwischen Mensch und Maschine auf Clientseite.

## Zusammenspiel von WS-BPEL4People und WS-HumanTask
Während WS-BPEL4People sich um die konkrete Einbindung von menschlicher Interaktion in Geschäftsprozesse kümmert, stellt WS-HumanTask mehr eine abstrakte Beschreibung von menschlicher Interaktion so wie den Zugriff darauf zur Verfügung.